# Santo Tomás (El Salvador)
Santo Tomás é um município localizado no departamento de San Salvador, em El Salvador.